# WiMAX
WiMAX (viết tắt của Worldwide Interoperability for Microwave Access) là tiêu chuẩn IEEE 802.16 cho việc kết nối Internet băng thông rộng không dây ở khoảng cách lớn.
Theo Ray Owen, giám đốc sản phẩm WiMax tại khu vực châu Á-Thái Bình Dương của tập đoàn Motorola: WiMax hoàn toàn không phải là phiên bản nâng cấp của Wi-Fi có tiêu chuẩn IEEE 802.11, WiMax và WiFi tuy gần gũi nhưng là 2 sản phẩm khác nhau và cũng không phải phát triển từ WiBro (4G), hay 3G.
WiMAX là kỹ thuật viễn thông cung cấp việc truyền dẫn không dây ở khoảng cách lớn bằng nhiều cách khác nhau, từ kiểu kết nối điểm - điểm cho tới kiểu truy nhập tế bào. Dựa trên các tiêu chuẩn IEEE 802.16, còn được gọi là WirelessMAN. WiMAX cho phép người dùng có thể duyệt Internet trên máy laptop mà không cần kết nối vật lý bằng cổng Ethernet tới router hoặc switch. Tên WiMAX do WiMAX Forum tạo ra, bắt đầu từ tháng 6 năm 2001 đề xướng việc xây dựng một tiêu chuẩn cho phép kết nối giữa các hệ thống khác nhau. Diễn đàn này cũng miêu tả WiMAX là "tiêu chuẩn dựa trên kỹ thuật cho phép truyền dữ liệu không dây băng thông rộng giống như với cáp và DSL."
Khoá họp Hội đồng thông tin vô tuyến 2007 (RA-07) của Liên minh viễn thông thế giới (ITU), được tổ chức tại Genève, Thụy Sĩ từ ngày 15-19/10/2007, đã thông qua việc bổ sung giao diện vô tuyến OFDMA TDD WMAN (WiMAX di động) vào họ giao diện vô tuyến IMT-2000 (thường vẫn được biết dưới tên 3G).
Chuẩn IMT-2000 hiện có 5 giao diện vô tuyến CDMA Direct Spread (thường được biết dưới tên WCDMA), CDMA Multi-Carrier (thường được biết dưới tên CDMA 2000), CDMA TDD, TDMA Single-Carrier, FDMA/TDMA. Sau khi được bổ sung, chuẩn giao diện OFDMA TDD WMAN sẽ là chuẩn giao diện vô tuyến thứ sáu của họ IMT-2000.
Các chỉ tiêu về đặc tính phát xạ (phát xạ giả, phát xạ ngoài băng) của các trạm thu phát (BTS) và máy di động (MS) của WiMAX di động cũng đã được bổ sung vào các chuẩn hiện áp dụng cho IMT-2000.
RA-07 cũng thông qua khuyến nghị về việc sử dụng băng tần 2500-2690 MHz cho IMT-2000. Theo đó có 3 phương án (C1, C2, C3) sử dụng băng tần. Phương án C1 và C2 dành 2x70 MHz (đoạn 2500-2570 MHz và 2620-2690 MHz) sử dụng cho phương thức song công FDD để phù hợp với các công nghệ di động truyền thống như HSPA, LTE. Phương án C3 cho phép dùng linh hoạt giữa FDD và TDD, tạo thuận lợi cho việc sử dụng công nghệ TDD như WiMAX di động. Đây sẽ là cơ sở quan trọng cho việc quy hoạch tần số cho băng tần 2500-2690 MHz của các nước, cũng như ở Việt Nam.
Sở dĩ Diễn đàn WiMAX và các công ty ủng hộ WiMAX ra sức vận động để đưa WiMAX di động vào IMT-2000 là do WiMAX di động được phát triển dựa trên chuẩn 802.16e của IEEE và sản phẩm phải phù hợp với các bộ tiêu chí (profile) của Diễn đàn WiMAX (mỗi profile gồm nhiều tiêu chí, trong đó có băng tần sử dụng, phương thức song công). Tuy nhiên, cả IEEE lẫn Diễn đàn WiMAX lại không có vai trò trong việc đưa ra các quyết định liên quan đến băng tần số được sử dụng.
Trong khi đó băng tần 2500-2690 MHz, băng tần chính của WiMAX di động, lại được ITU phân bổ và hiện được nhiều nước trên thế giới, đặc biệt là châu Âu dành cho IMT-2000. Dự kiến đây sẽ là băng tần của các công nghệ mới phát triển từ công nghệ di động thế hệ 2 (GSM, CDMA) lên như HSPA, LTE, UMB sử dụng phương thức song công FDD. Vì vậy, WiMAX ít có hoặc không có cơ hội được sử dụng tại các nước đó.
Do đó, việc được kết nạp vào họ tiêu chuẩn IMT-2000 của ITU, sẽ giúp gạt bỏ các trở ngại pháp lý, mở ra cơ hội để WiMAX di động có thể được sử dụng các băng tần dành cho IMT-2000, được tham gia vào một thị trường rộng lớn.
Tuy nhiên, tại RA-07, Trung quốc, Đức và một số nhà sản xuất viễn thông cho rằng WiMAX di động chưa đáp ứng được các tiêu chí kỹ thuật cần thiết của IMT-2000 như các tham số về đặc tính phát xạ, hệ số dò kênh lân cận (ACLR), chất lượng các dịch vụ của mạng chuyển mạch kênh, yêu cầu về chuyển vùng (seamless handover),.. Vì vậy, mặc dù thông qua việc bổ sung WiMAX di động, nhưng RA-07 yêu cầu cần tiếp tục nghiên cứu gấp về các vấn đề còn tồn tại này.
Hơn nữa, việc được kết nạp vào họ IMT-2000 không nghĩa sẽ đảm bảo được thành công về mặt thương mại cho WiMAX di động. Ngay trong 5 chuẩn của họ IMT-2000 trước đây, chỉ có WCDMA là đang có sự thành công tương đối trên thị trường, 4 chuẩn còn lại vẫn còn rất ít được sử dụng trong thực tế.
Bên cạnh vấn đề kết nạp WiMAX, RA-07 đã thông qua cách gọi liên quan đến IMT-2000, các hệ thống sau IMT-2000 và IMT tiên tiến (IMT-2000 Advanced). Do định nghĩa về IMT-2000 (3G) của ITU đã được xây dựng từ nhiều năm trước, nhiều công nghệ sau này như HSDPA, HSUPA, LTE, WiMAX di động có khả năng cung cấp tốc độ kết nối cao hơn so với tốc độ do ITU định nghĩa, nên nhiều hãng đã tận dụng để quảng cáo các hệ thống của mình là 3.5G, 3.9G thậm chí là 4G.
Trong khoá họp lần này, RA-07 đã quyết định cải tổ lại cơ cấu các nhóm nghiên cứu về thông tin vô tuyến. Theo đó ITU thành lập nhóm nghiên cứu 5 về các nghiệp vụ thông tin vô tuyến mặt đất trên cơ sở sáp nhập 2 nhóm nghiên cứu Nhóm nghiên cứu 8 về các nghiệp vụ thông tin vô tuyến di động, Nhóm nghiên cứu 9 về nghiệp vụ cố định. Các hoạt động nghiên cứu liên quan đến vệ tinh nằm rải rác ở Nhóm nghiên cứu 6, 8, 9 cũng được gom về nhóm nghiên cứu 4 để thành Nhóm nghiên cứu về các nghiệp vụ vệ tinh. Nhiệm vụ chính của các Nhóm nghiên cứu vô tuyến là nghiên cứu các vấn đề đặt ra trong lĩnh vực thông tin vô tuyến, quản lý phổ tần từ đó xây dựng các khuyến nghị (ITU-R Recommendation), các Báo cáo (Report), các Sổ tay (Handbook). Các Nhóm nghiên cứu của ITU-R còn đống vai trò quan trọng trong việc chuẩn bị nội dung cho các Hội nghị thông tin vô tuyến thế giới.
Ngay sau khi kết thúc RA-07, Hội nghị thông tin vô tuyến thế giới 2007 (WRC-07) sẽ được tổ chức từ ngày 22/10 đến 16/11/2007 tại ITU

## Giới thiệu về WiMAX
WiMAX (tiếng Anh: Worldwide Interoperability for Microwave Access) là viết tắt của sự tương tác mạng diện rộng bằng sóng vô tuyến. WiMAX tạo điều kiện thuận lợi cho việc trao đổi dữ liệu tốc độ cao qua mạng không dây ở các đô thị (WMANs). Với những lợi thế như triển khai nhanh, tính chuyển đổi cao, chi phí nâng cấp thấp, Wimax góp phần giải quyết vấn đề nghẽn cổ chai. IEEE 802.16 là tiêu chuẩn, khuyến cáo hỗ trợ sự phát triển và triển khai công nghệ Wimax.
Tiêu chuẩn IEEE 802.16-2001 [1], xuất bản vào năm 2002. Định nghĩa điểm-đa điểm (PMP) kiểm tra sự truy cập mạng không dây giữa trạm gốc (BS) và các trạm thuê bao (SSs). IEEE 820.16-2001 dải tầng hoạt động là 10–66 GHz, ta có thể gọi đó là tầm nhìn thẳng (LOS) viễn thông. Tiêu chuẩn 802.16-2004 [2] được xuất bản năm 2004 mở rộng các đặc điểm kĩ thuật của WiMAX ở dải tầng số 2–11 GHz, ta có thể gọi là tầm nhìn không thẳng (NLOS) viễn thông. 802.16-2004 mô tả hồ sơ hệ thống WiMAX và sự phù hợp tiêu chuẩn đến môi trường mạng không dây tự động, giới thiệu về kiểu mắt lưới. IEEE 802.16-2004 là khả năng truyền từ node tới các node xung quanh. Tiêu chuẩn mới nhất IEEE 802.16-2005 [3], được xuất bản tháng 12 năm 2005. Quy định về phân chia đa tầng số (SOFDM), IEEE 802.16-2005 cung cấp đầy đủ hỗ trợ hình ảnh lưu thông cho cả được phép và không được phép. Những tiêu chuẩn WiMAX đã được nêu trên là những công cụ cho sự truy cập băng thông rộng nó như là một chiếc cầu cho dải thông không thích ứng và tới người sử dụng.
Như minh họa hình 1, những tiêu chuẩn của WiMAX xác định cấu trúc ở cả lớp điều khiển môi trường truy nhập (MAC) và lớp vật lý (PHY). PHY hỗ trợ các thao tác qua mạng diện rộng linh động qua một phạm vi phân bổ tần số (từ 2 đến 66 GHz), bao gồm sự thay đổi kênh trong dải thông, chia đôi tần số, và chia đôi thời gian. Lớp MAC là những quy định đặc tính chung cho sự đa dạng ở thiết bị ở lớp vật lý. Chức năng chính của MAC là sắp xếp ban đầu, entry mạng, yêu cầu về băng thông, quản lý hướng kết nối, cũng như bảo mật trong môi trường kết nối WiMAX.
Truyền thông trong WiMAX là hướng kết nối. Tất cả dịch vụ từ lớp nghi thức lên WiMAX MAC, bao gồm những kết nối dịch vụ, là những bản đồ kết nối giữa SS và BS trong lớp MAC. Một SS có thể có nhiều kết nối đến BS với mục đích cung cấp nhiều dịch vụ đến người sử dụng. Kết nối được xác định bằng 16-bit (CIDs). Như tạo điều kiện thuận lợi dải thông cho kết nối nền và sự giúp đỡ QoS trong môi trường kết nối không dây tự động. Như vậy lớp MAC quy định về hướng kết nối dịch vụ.
Trong số ba lớp con của lớp MAC, lớp dịch vụ (CS) kết nối lớp MAC với các lớp trên. Sau đó phân loại các dịch vụ (SDUs) từ các giao thức lớp trên, lớp CS liên kết các SDUs phù hợp với định luồng (SFID) MAC và CID. Với những giao thức khác, như ATM, Ethernet, và IP, lớp CS định nghĩa các thông số phù hợp. Do đó, những phần chung của lớp con MAC (CPS) không cần hiểu định dạng của nó hay phân tích bất kỳ thông tin nào đến từ CS payload. Lớp CPS của WiMAX MAC chụi trách nhiệm về cung cấp chức năng, bao gồm truy nhập, định vị dải thông, và thiết lập kết nối WiMAX và bảo trì. Trao đổi, MAC SDUs (MSDUs) với các CSs khác.
Bảo mật ở lớp con bắt đầu từ khóa role trong chứng thực, khóa thiết lập, cũng như thông tin mã hóa. Trao đổi đơn vị dữ liệu giao thức MAC (MPDUs) với PHY trực tiếp. Vào cuối xử lý môi trường tự động không dây, WiMAX chỉ định một bộ bảo mật và cơ chế quản lý khóa. Hai thành phần ở lớp bảo mật là giao thức đóng gói và giao thức quản lý khóa riêng (PKM). Giao thức đóng gói mã hóa dữ liệu qua BWA, trong khi giao thức (PKM) đảm bảo phân phối khóa chủ và cho phép truy cập giữa SS và BS. Bảo vệ đến tốc độ truy nhập băng thông linh động, lớp bảo vệ cung cấp SS riêng và bảo vệ BS khỏi tấn công.
Bài này giới thiệu tổng quan cơ chế an toàn WiMAX, đặc biệt sơ đồ quản lý riêng cho người thuê bao và an toàn cho dịch vụ. Mục 2 mô tả những thách thức tới sự an toàn WiMAX. Mục 3 mô tả PMK Version 1 (PKMv1), cơ chế an toàn cơ bản cho truyền WiMAX. Mục 4 chi tiết PKM Version 2 (PKMv2), một cơ chế bảo mật cao với cải thiện amajor chứng thực lẫn nhau. Mục 5 kết luận.

## Bảo mật trong WiMAX.

### Những vấn đề ở lớp physical
Hai tín hiệu gây nhiễu chính ở lớp PHY là jamming và scrambling. Jamming có được khi nhiễu mạnh nhiều hơn so với công suất kênh WiMAX. Các thông tin và thiết bị cần để thực hiện gây nhiễu dễ dàng có được. Khả năng phục hồi tín hiệu khi bị Jamming được tăng lên bằng cách tăng công suất tín hiệu hay làm tăng băng thông của tín hiệu thông qua các kĩ thuật truyền như nhảy tần hoặc trải phổ chuỗi trực tiếp. Trên thực tế, người ta chọn một máy phát có công suất lớn, anten phát có độ lợi cao, hoặc anten thu có độ lợi cao. Tín hiệu jamming rất dễ dò thu phát bởi thiết bị nhận. Luật cưỡng chế cũng giúp ngăn chặn thiết bị làm nhiễu. Jamming dễ dàng phát hiện và dò địa chỉ, do đó nó không gây ra một tác động đáng kể lên cả người dùng WiMAX và hệ thống.
Scrambling thường bị kích hoạt trong khoảng thời gian ngắn và mục tiêu là các frames hoặc các phần frames của WiMAX. Scrambling có thể được loại bỏ bằng bộ lọc điều khiển Scrambling hoặc gói tin quản lý với mục đích là thao tác mạng bình thường. Những khe của luồng dữ liệu nhắm đến SSs có thể chọn lọc scrambling, ép nó phát lại.
Attacker, giả làm một SS qua đó làm giảm băng thông của người bị tấn công. Tức là, khác SSs và tăng tốc độ xử lý dữ liệu của chính họ bằng cách chọn lọc Scrambling bởi những đường uplink của SSs khác. Không giống như trạng thái ngẫu nhiên của WiMAX jammer, scrambler cần thông tin điều khiển phiên dịch WiMAX đúng và để phát sinh nhiễu đúng khoản thời gian. Tấn công từ scrambling là làm gián đoạn, và làm tăng dữ liệu dò tìm. Theo dõi sự bất thường ở xa theo định dạng là dò tìm scrambling and scramblers.

### Những vấn đề ở lớp MAC
MPDU là dữ liệu được truyền trong lớp WiMAX MAC. Như trong hình 2, MPDU sử dụng những mẫu khác nhau để mang những thông tin khác nhau. Mẫu chung của MPDU nằm ở MAC header, service data, và CRC (cyclic redundancy check). Không có trở ngại chung ở cấu trúc chứa MAC header chứa thông tin mã. Mã hóa là đặt vào MAC PDU payload.
Tất cả các thông báo quản lý MAC được gởi mà không cần mã hóa để tạo điều kiện cho cài đặt, sắp xếp, và thao tác MAC. Các gói tin quản lý mang theo MPDU như hình 2. WiMAX sẽ không mã hóa MAC headers và gói tin quản lý MAC, nhằm mục đích là thao tác với những hệ thống khác nhau ở lớp MAC. Bởi vậy, hacker có thể nghe lén kênh WiMAX, và khôi phục lại các thông tin từ những gói tin quản lý MAC không được mã hóa. Nghe trộm những gói tin không được quản lý này giúp tin tặc biết được topo mạng, tấn công SSs cũng như hệ thống WiMAX. WiMAX cần sự chứng thực cao hơn. Ý tưởng là sử dụng thiết bị RSA (Rivest-Shamir-Adleman)/X.509 chứng nhận số. Chứng nhận số được sử dụng cho xác thực và dò tìm quản lý. Thiết bị không nhận thực khóa nghe trộm từ mạng.
Ăn trộm căn cước đe dọa đến những dịch vụ của WiMAX. Thiết bị giả có thể sử dụng địa chỉ phần cứng giả để đăng ký thiết bị bằng cách chia những gói tin quản lý ra ngoài. Một lần thành công hacker có thả giả làm BS, làm cho SSs liên hệ đến BS giả cuối cùng các dịch vụ được cung cấp bởi BS giả, kết quả chất lượng dịch vụ bị giảm sút hay không thể đáp ứng được dịch vụ.
WiMAX sử dụng đa truy cập phân chia theo thời gian (TDMA). Để trộm căn cước attacker phải truyền trong khi BS thật là phát. Tín hiệu của attacker phải nhắm đến đúng SSs và phải mạnh hơn tín hiệu BS thật trong giải nền. Từ đó dữ liệu truyền được chia ra những time slots, attacker đóng vai trò là một phiên dịch time slots được cấp phát đến hợp pháp hóa BS một cách thành công, và dò tín hiệu BS chính xác. Xác thực lẫn nhau làm giảm khả năng ăn trộm căn cước.

## Privacy Key Management Protocol Version

### Thủ tục bảo mật.
WiMAX đi theo sau thủ tục bảo mật trong PKMv1 nhằm bảo đảm sự truy nhập an toàn kết nối. Như hình 3, chứng thực là bước đầu tiên trước khi truyền data. Khi SS kết nối vào WiMAX, BS sẽ xác minh SS bằng cách trao đổi các khóa. Khi SS được xác nhận thì kết nối được thiết lập, BS đăng ký SS vào trong mạng và khóa được dùng để mã hóa data truyền qua kết nối WiMAX.

### Chứng thực
Authorization là quá trình để xác nhận căn cước SS bởi BS. SS bắt đầu Authorization bằng cách gởi một gói tin thông báo đến BS, chứa thông tin nhà sản xuất SS hoặc là cơ quan quản lý nó. Theo sau authentication là gói tin thông báo, authorization yêu cầu những gói tin này phải được gởi ngay lập tức đến BS tới yêu cầu khóa chứng thực. Quá trình chứng thực được mô tả trong hình 4. Trong quá trình chứng thực, chuẩn WiMAX xác định thuật ngữ "security asso-ciation" để chỉ rõ thông tin an toàn giữa BS và SS (hoặc SSs) dùng chung. SA nhận dạng với SAID thực chất là thông tin an an toàn BS và SSs hỗ trợ cho bảo mật. Bao gồm mã hóa và giải mã khóa.
Với quá trình chứng thực, SS được BS xác nhận trả phí cho dịch vụ, từ đây các dịch vụ truyền data của thuê bao được chấp nhận. Trao đổi khóa AK, BS xác định căn cước của SS và các dịch vụ SS được truy cập. Từ khi BS xác nhận SS thì SS được bảo vệ chống lại attacker từ SS ảo, và làm cho SS truy nhập hợp pháp.PKMv1 với sự hướng dẫn của X.509 xác thực số cùng với giải thuật mã hóa RSA public-key để chứng thực.

### Trao đổi khóa
Có tất cả năm kiểu khóa được sử dụng để bảo mật WiMAX: AK, key encryption key (KEK), downlink hash function-basedmessage authenticationcode (HMAC) key, uplink HMAC key, and trafﬁc encryption key (TEK). AK hoạt động trong lúc BS xác thực. Bí mật giữa SS và BS, AK sử dụng bảo mật kế tiếp trao đổi khóa trong PKMv1.
128-bit AK dùng để sinh ra 128-bit KEK bởi BS. KEK dùng để mã hóa và phân phối TEK.
Downlink HMAC key và uplink HMAC key cung cấp dữ liệu xác thực của bản tin phân phối khóa từ BS đến SS từ SS đến BS tương ứng. Cả hai được sinh ra từ AK tương tự như KEK. Quá trình trao đổi TEK trên downlink HMAC key và uplink HMAC key để gởi những gói tin an toàn.

### Mã hóa dữ liệu
Trước khi hoàn thành và trao đổi khóa, dữ liệu giữa BS và SS sử dụng TEK cho mã hóa. Mã hóa dữ liệu tiêu chuẩn với khối số thay đổi (DES-CBC) làm bộ mã hóa cho trường MPDU payload. Cả header lẫn CRC đều không mã hóa nhằm đa dạng dịch vụ. Lớp an toàn con phát sinh từ MPDU được kiểm tra SA kết nối đúng và nhận vector khởi tạo (IV). MPDU IV được sinh ra bởi XOR SA IV với trường đồng bộ trên PHY frame header. Giải thuật DES-CBC mã hóa payload gốc của MPDU bằng cách sinh ra MPDU IV và xác thực TEKs. Điều khiển mã hóa (EC) là trường của MAC header gán bằng 1 để chỉ payload trong mã hóa MPDU. Trình tự khóa mã hóa (EKS) 2-bits chỉ TEK được dùng. Trường CRC được cập nhật trong thỏa thuận với sự thay đổi cả ở payload và MAC header.

### Thách thức
PKMv1 sử dụng mô hình client/server cho quản lý khóa. SS là client là nơi hỏi khóa và BS là server nơi trả lời. Thách thức đến từ xác thực một hướng. PKMv1 đảm bảo là SS chỉ nhận được duy nhất một khóa thật được cấp bởi BS. Ví dụ: BS xác nhận SS trong lúc diễn ra chứ không phải là sau khi, điều này có nghĩa là SS không thể nhận biết được BS giả, và hacker có thể gây hậu quả nghiêm trọng cho hệ thống. PKMv2 giúp SS nhận biết được BS tốt hơn bằng cách sử dụng chứng thực lẫn nhau được giới thiệu rõ hơn ở mục 4.

## Privacy Key Management Protocol Version 2

### Chứng thực lẫn nhau.
Quá trình chứng thực giữa SS và BS, theo bước:
- BS xác nhận căn cước của SS.
- SS xác nhận căn cước của BS.
- BS cung cấp AK, KEK và key chứng thực cho SS.
- BS cung cấp xác nhận SS với căn cước và những thuộc tính của SAs đến SS tồn tại tồn tại key mã cho những kết nối kế tiếp.

### Địa chỉ khóa cho phép
PKMv2 key hierarchy xác định loại khóa và giải thuật được sinh ra khóa. Quá trình chứng thực tìm ra khóa nguồn. Từ khóa gốc key hierarchy sẽ được sử dụng để sinh ra những khóa khác để quản lý gói tin toàn vẹn và chuyên chở khóa mã hóa. Tất cả PKMv2 key xuất xứ từ công thức nền Dot16KDF.
PKMv2 hỗ trợ chứng thực lẫn nhau: cho phép RSA-based và chứng thực EAP-based. AK được suy ra bởi BS và SS, từ PAK qua thủ tục cho phép RSA-based và PMK qua thủ tục chứng thực EAP-based.
Trước khi hoàn thành chứng thực lẫn nhau, pre primary authorization key (ple-PAK) được mã hóa với public key của SS chứng thực và được phát từ BS đến SS. pre-PAK được dùng với địa chỉ MAC của SS và trạm chứng thực nền (BSID) sinh ra từ 160-bit PAK.
Kiểu chứng thực EAP, 160-bit long EAP integrity key (EIK) được tính từ pre-PAK. The master session key (MSK) là 512-bit long, là khóa từ trao đổi EAP. khóa này biết để chứng thực, nhận thực và tính cước (AAA). SS và BS được suy ra từ pairwise master key (PMK) bằng cách cắt 160 bits MSK mỗi bên.
Sau khi nhận thực EAP-based thành công, SS hay BS lại tiếp tục đàm phán các chính sách nhận thực khác như là "xác nhận EAP sau EAP", SS và BS thực hiện hai lần EAP. Sau khi hoàn thành EAP lần đầu tiên, SS bắt đầu EAP lần hai. Lần hai thành công thì cả BS và SS đều sinh ra AK.

## Bảo mật trong WiMAX trong tương lai
Mặc dù giao thức PKMv2 có tiến bộ trong bảo mật WiMAX và được chấp nhận bởi những đặc tính mới như là chứng thực lẫn nhau. Quản lý khóa linh hoạt, nhưng nó còn lỗ hỏng ngay trong chính tiêu chuẩn đó.
Thứ nhất, những thông báo quản lý MAC truyền không được mã hóa, thông tin có thể bị đánh cắp. Ví dụ, attacker có thể nghe thông tin giữa SS và BS, chặn những thông báo quản lý, xác minh lại bằng chính nội dung thông báo quản lý, và hack.
Thứ hai, cơ chế quản lý chìa khóa phụ thuộc trên 2-bit EKS trên miền xác định TEK đang được sử dụng. Giá trị là từ 3 đến 0 cho mọi khóa thứ 4, do đó nó dễ dàng bị tấn công bởi xen vào sử dụng lại TEKs.
Thứ ba, chính giải thuật DES-CBC sử dụng ngẫu nhiên IV đến sự mã hóa bảo mật, trong khi PKMv1 và PKMv2 IV được sinh ra từ kết quả XOR của SA’s IV và miền đồng bộ của PHY. Cách thức này có thể đoán được làm suy yếu đi sự an toàn dữ liệu. Hơn nữa, giải thuật DES-CBC chỉ an toàn cho một giới hạn dữ liệu. DES-CBC sẽ mất an toàn sau khi mã hóa 232 sử dụng khối dữ liệu cùng TEK với từng khối chứa 64 bits. Mỗi TEK là thời gian sống, DES-CBC không thể giữ an toàn dữ liệu lớn hơn thời gian sống của TEK là 64×232 bits.
Mặt khác dịch vụ băng thông rộng sử dụng trên WiMAX, liên quan đến bảo mật sẽ được nảy sinh. Ví dụ, kiểu mắt lưới trong WiMAX dễ bị tấn công hơn kiểu PMP. Với mỗi node có khả năng truyền lưu lượng đến những node kề bên, vấn đề lớn như nút gần độc và cho phép các nút giả thách thức sự riêng tư của người sử dụng và thao tác hệ thống phức tạp. Hơn nữa, WiMAX an toàn với người sử dụng lưu động có ước muốn tạo điều kiện thuận lợi cho kết nối khi di chuyển qua những vùng khác nhau.

## Kết luận
WiMAX được điều khiển bởi IEEE và diễn đàn công nghiệp, WiMAX được hỗ trợ nhiều hơn từ nhà cung cấp dịch vụ cho truy cập không dây băng thông rộng. WiMAX không an toàn từ kênh mở giúp cho cả LOS và NLOS phổ linh động với người sử dụng di chuyển.Tiêu điểm đề tài là các giao thức PKM, mà vai trò quan trọng là sự an toàn trong kết nối và truyền qua BWA. Quá trình chứng thực của người sử dụng, trao đổi khóa, và mã hóa dữ liệu tổng quát với sự nhấn mạnh chứng thực và xác thực, xuất xứ của khóa, mã hóa MDPU payload, tương ứng. Tuy vậy, những đặc tính bảo mật mới trong những tiêu chuẩn gần đây đã được bao trùm và một số vấn đề mở của bảo mật WiMAX định hướng cho những nghiên cứu tương lai.

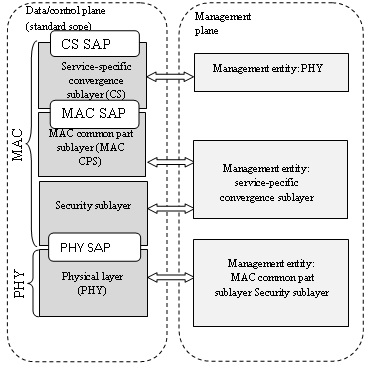
Hình 1: Cấu trúc giao thức tiêu chuẩn WiMAX. (Adapted from IEEE Std. 8802.16e-2005, "IEEE Standard for Local and Metropolitan Area Networks—Part 16: Air Interface for Fixed and Mobile Broadband Wireless Access Systems,’’ IEEE, 2006.)
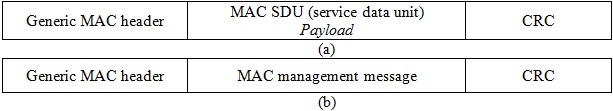
Hình 2: Cấu trúc gói dữ liệu lớp MAC. (a) Kết nối MPDU. (b) Quản lý MPDU.
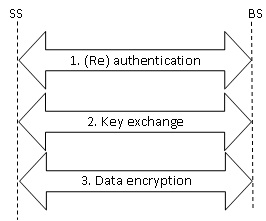
Hinh 3: Hình 3: Thủ tục bảo mật WiMAX